# Neubauer (groupe)
 (décembre 2022).
 (octobre 2023).
Pour les articles homonymes, voir Neubauer.
Neubauer Groupe est un distributeur automobile français fondé en 1905. C'est une entreprise familiale depuis quatre générations, implantée à Paris et en région parisienne. Le siège social se situe à Saint-Denis. La société Neubauer SA est dirigée par Leila, et Hervé Neubauer.

## Historique
À l’origine, Neubauer était une compagnie parisienne de calèches installée à l'ouest de la capitale, à la fin du XIXe siècle.
Au début du XXe siècle, avec le développement de l’automobile, la compagnie s'oriente vers la voiture à pétrole et Albert Neubauer, crée des carrosseries sur des châssis nus provenant de différentes marques, notamment Rolls-Royce.
En 1905, il s’associe avec l’aviateur Maurice Farman et la société Neubauer & Farman voit le jour à Paris sous le nom "Le Palais de l'Automobile". C'est à partir de cette date que les principaux constructeurs automobiles commencent à figurer au catalogue de la société.
En octobre 1935, sous la présidence de Jacques Neubauer, la société devient concessionnaire Peugeot avec un garage dans le 17e arrondissement de Paris, boulevard de la Somme.
Le groupe signe un premier contrat avec le fabricant Peugeot puis développe de nouvelles concessions de la marque. Il diversifie ensuite ses services avec la vente de véhicules d’occasion, l’entretien de véhicules, ou la location, puis l’entretien, la réparation, l’assistance et le dépannage.

## Chronologie

### Années 1960
En 1965, l'entreprise Neubauer acquiert deux terrains d'une superficie totale de 6 000 m2 et entreprend la construction d'un bâtiment de 25 000 m2 à Saint-Denis.

### Années 1990
En 1994, l'entreprise Neubauer procède à l'acquisition d'un terrain de 10 000 m2 à Saint-Denis, un terrain contigu à la concession Peugeot, dans le but de construire un hall d'exposition dédié aux véhicules d'occasion de toutes marques, nommé GEANT OCCASION.
Neubauer étend sa distribution de véhicules Volkswagen dans de nouvelles concessions qu'il a acquiert, dont celle Avenue de Suffren en 1999, Michel-Ange en 2001 et Relais Michel-Ange à Boulogne en septembre 2002. En ce qui concerne BMW, Neubauer élargit sa présence en acquérant les concessions Zol à Boulogne en 1999 et Lostanlen au Chesnay en 2001.

### Années 2000
En 2004, le groupe Neubauer se lance dans la distribution de la marque britannique Rolls-Royce à Paris, ouvrant un point de vente exclusif de 700 m2 dans le 16e arrondissement , rue Molitor.
En 2006, Neubauer acquiert le site de BMW Mirabeauet inaugure un nouveau showroom MINI à Paris.
En 2008, Neubauer introduit la marque Infiniti,, acquiert la concession BMW ARTES de Chambourcy, prend possession de la concession Jaguar et Land Rover au 99/101 Boulevard de Grenelle dans le 15ème arrondissement de Paris, et reprend la distribution de la marque Abarth. Le groupe Neubauer acquiert deux sites Nissan, situés dans le Val d'Oise à Saint-Ouen l'Aumône et Saint-Gratien.

### Années 2010
En 2010, McLaren désigne Neubauer comme concessionnaire.
La même année, le groupe fait l'acquisition de Charles Pozzi SA et devient le seul importateur Ferrari de France.
En 2012, l'entreprise étend son portefeuille avec la distribution de la marque coréenne Kia après l'acquisition de locaux à Sartrouville. Skoda s'allie à Neubauer pour étendre ses ventes en Île-de-France: Chambourcy (Yvelines), Saint-Gratien (Val d'Oise), Saint-Brice-sous-Forêt (Val d'Oise).
Le projet Le Village Neubauer[source secondaire nécessaire], un complexe automobile multimarque, démarre en 2016.
En 2017, le groupe Neubauer a acquis la concession Volkswagen Damrémont Palace Automobile établie dans le 18e arrondissement de Paris. À la suite de cette acquisition, le site sera renommé Automobile Suffren,et connaîtra une relocalisation à Saint-Denis (93). Neubauer reprend les activités BMW Pajean, distributeur et réparateur agréé BMW et MINI à Plaisir (78).
En 2018, la concession Nissan Boulevard Gouvion Saint Cyr, dans le 17ème est inaugurée. L'entreprise lance Neubauer Entretien et Neubauer Carrosserie . La concession Nissan de Buchelay ouvre en 2018. Le groupe Neubauer reprend la distribution de Volkswagen et Skoda à Paris 18ème.
En 2019, les activités après-vente et commerciale de Nissan  et Infiniti déménagent et les activités Neubauer Entretien s'étendent sur trois sites (Le Village Neubauer, Montmartre , Asnières).

### Années 2020
En 2020, le Village Neubauer,est inauguré. Le réseau Neubauer accueille une nouvelle marque avec l'ouverture d'une concession FORDà Saint-Denis.
En 2022, Neubauer a acquis la concession Jaguar Land Rover de Port-Marly (78),dans les Yvelines.
En 2023, Neubauer crée un espace de coworkingde plus de 4 000 m2 au 9 boulevard Gouvion Saint-Cyr, 75017 Paris. Parallèlement, Neubauer a acquis la concession Yamaha Moto Révolution au Chesnay. Une expansion est réalisée avec l'inauguration de la concession dédiée aux marques Piaggio, Vespa, Moto Guzzi et Aprilia à Chambourcy.
Le groupe Neubauer, devenu le principal distributeur de Jaguar Land Rover en France après l'acquisition du groupe JC Duffort fin 2022, inaugurera un nouveau concept en 2024, orienté vers le luxe. Le site, situé dans le XVIIe arrondissement de Paris sur le boulevard Gouvion-Saint-Cyr, sera au rez-de-chaussée d'un immeuble rénové en espace de coworking appartenant au groupe.
En 2024, Neubauer annonce l'ouverture de trois nouveaux showrooms afin de distribuer les marques Peugeot, Citroën et Opel au sein de son village automobile à Saint-Denis.